# Yersiniops newboldi
Yersiniops newboldi är en bönsyrseart som beskrevs av Morgan Hebard 1931. Yersiniops newboldi ingår i släktet Yersiniops och familjen Mantidae. Inga underarter finns listade i Catalogue of Life.